# Краснокрылый попугай
Краснокрылый попугай (лат. Aprosmictus erythropterus) — вид птиц из семейства Psittaculidae.

## Внешний вид
Длина тела 32—33 см, хвоста 13 см. У самцов голова ярко-зелёного цвета, верхняя часть спины зелёная с чёрным оттенком, нижняя часть тела зелёная. Передняя часть крыльев красного цвета, хвостовые и длинные маховые перья зелёные. Самки имеют более тусклую окраску. Только на зелёных перьях крыльев имеется красное окаймление, и голубая окраска на крестце и нижней части спины. Клюв как у самок, так и у самцов может иметь окраску от красного до оранжевого цвета.

## Образ жизни
Населяют прибрежные леса, опушки, акациевые рощи, саванны, мангровые заросли. Живут парами или небольшими группами около воды. Питаются семенами эвкалипта, акации, ягодами, цветами и насекомыми.

## Размножение
Гнёзда устраивают в дуплах деревьев на высоте до 11 м от земли. Самка откладывает от 2 до 6 белых яиц и насиживает их в течение 3 недель. Утром и днём самец улетает за кормом для насиживающей яйца самки. Через 5-—6 недель птенцы вылетают их гнезда, но ещё в течение месяца родители продолжают их кормить.

## Содержание
Эти попугаи пользуются большой популярностью у любителей природы.

## Распространение
Обитает на севере, северо-востоке и востоке Австралии и на юге острова Новая Гвинея.

## Классификация
Выделяют 2 подвида:
- Aprosmictus erythropterus coccineopterus (Gould, 1865)
- Aprosmictus erythropterus erythropterus (Gmelin, 1788)